# Zusammenstöße in Baltimore 1861

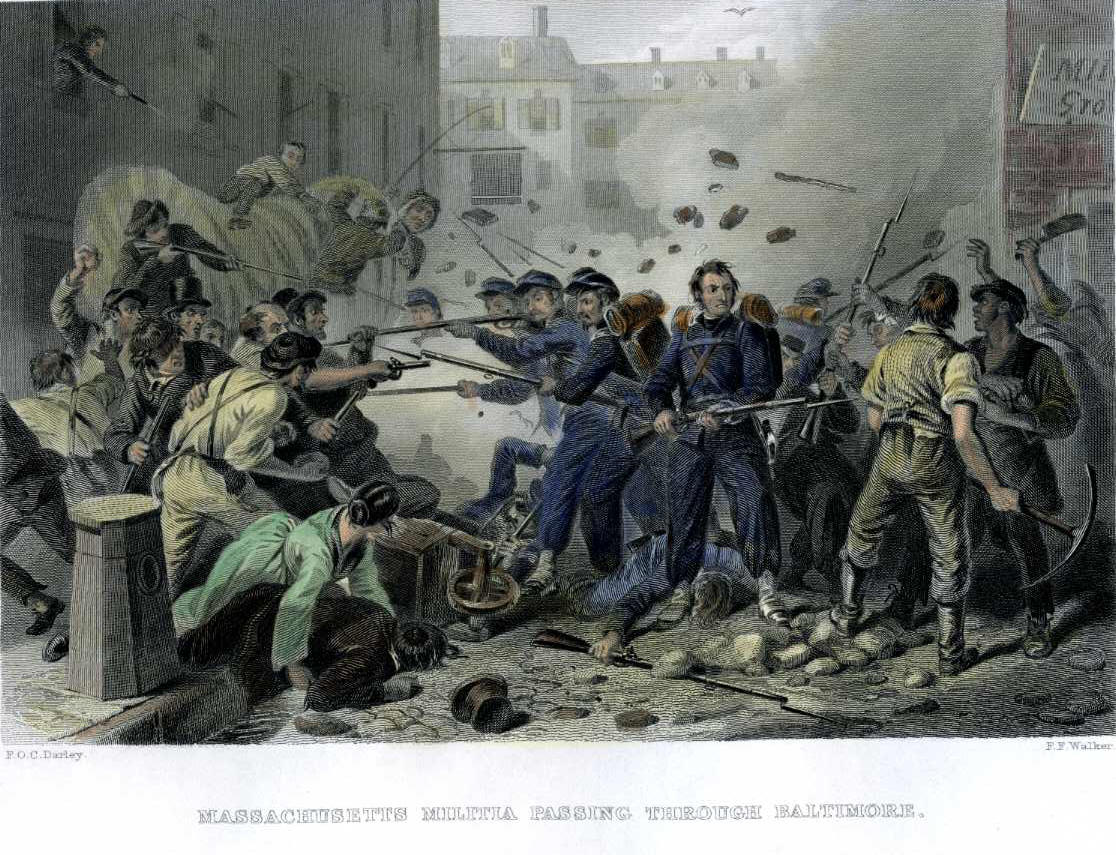
Künstlerische Darstellung von 1861

Als Zusammenstöße in Baltimore 1861 (englisch Baltimore riot of 1861, nach dem Ort der Auseinandersetzung auch Pratt Street Riots oder Pratt Street Massacre genannt) werden die Zusammenstöße zwischen Anti-Kriegs-Copperheads sowie weiteren Sympathisanten der Südstaaten auf der einen Seite und durchziehenden unionistischen Miliztruppen, primär aus Massachusetts und Pennsylvania, auf der anderen in Baltimore, Maryland am 19. April 1861, eine Woche nach dem Angriff auf Fort Sumter, bezeichnet. Die Miliztruppen befanden sich auf dem Weg in die Hauptstadt Washington, D.C., um die dortige Garnison zu verstärken. Die Unruhen mit mehreren Todesopfern gelten neben dem Angriff auf Fort Sumter als weiterer Schritt hin zur Aufnahme voller Kampfhandlungen im Sezessionskrieg.

## Hintergrund
Vor Beginn des Sezessionskrieges waren die meisten Bürger Baltimores gegen einen Krieg eingestellt, wobei viele die Sache der Südstaaten unterstützten. Die Copperheads waren die populärste Partei in Maryland, und der neugewählte Präsident Abraham Lincoln hatte bei der Wahl im November 1860 gerade einmal etwa 1100 der rund 30.000 Stimmen in Baltimore erhalten. Viele Bewohner der Stadt waren noch aufgewühlt davon, dass Lincoln auf dem Weg zu seiner für den 4. März in Washington geplanten Amtseinführung Ende Februar 1861 unangekündigt und unter Sicherheitsvorkehrungen durch die Stadt gereist war, motiviert durch einen angeblichen Attentatsplan (Baltimore Plot). Baltimore war zugleich auch die Stadt mit der höchsten Konzentration freier Afroamerikaner (rund 25.000) in den USA und unter den Bewohnern waren auch viele Abolitionisten und Anhänger der Union. Die unterschiedlichen Ansichten der Einwohner über die Sezessionskrise von 1860/61 führten zu erheblich Anspannungen in der öffentlichen Meinung und es hatte schon vor den Riots vom 19. April verschiedentlich Zusammenstöße beider Seiten gegeben. Unterstützer des Rechts auf Sezession und der Sklaverei hatten sich in einer Organisation namens „National Volunteers“ zusammengeschlossen, während organisierte Unionisten und Abolitionisten sich als „Minutemen“ bezeichneten.
Die ersten Schüsse des Bürgerkriegs waren am 12. April bei Fort Sumter in South Carolina gefallen, eine Woche vor den Ereignissen in Baltimore. Zu dieser Zeit hatten die Bundesstaaten Virginia, North Carolina, Tennessee und Arkansas noch nicht die Sezession erklärt. Die weiteren Sklavereistaaten Delaware und Maryland sowie Missouri und Kentucky (später als „Grenzstaaten“ bezeichnet) waren in Bewegung. Nachdem Fort Sumter am 13. April gefallen war, begann die Virginia Secession Convention erneut über Sezession zu debattieren (der Schritt wurde am 17. April mit 88 zu 55 Stimmen beschlossen). Die Frage der Sezession Virginias war wegen dessen industrieller Kapazität von besonders hoher Bedeutung. Sympathisierende Bürger von Maryland, die schon länger im Sinne von John C. Calhouns Nullifikationsdoktrin die Sezession anstrebten, setzten sich nun vermehrt dafür ein, den gleichen Schritt in ihrem Staat zu tun. Ihre Unzufriedenheit war auch bedingt durch Lincolns Aufruf vom 15. April zum freiwilligen Dienst in den Streitkräften der Union für 90 Tage, um der sich entwickelnden Lage zu begegnen.
Neue Freiwilligenverbände aus mehreren der Nordstaaten begannen ihre Verlegung nach Süden, primär mit dem Ziel des Schutzes der Hauptstadt Washington gegen die neue Bedrohung aus Virginia, wobei sie Maryland passieren mussten. Der neugewählte Bürgermeister Baltimores, George William Brown, und der neue Polizeichef George Proctor Kane sahen den kommenden Tagen besorgt entgegen und versuchten, beruhigend auf die Bevölkerung einzuwirken.

## Ankunft der ersten Unionstruppen in Baltimore
Am Donnerstag, dem 18. April, kamen 460 neuangeworbene Freiwillige der Staatsmiliz von Pennsylvania (generell aus der Gegend von Pottsville stammend) mit der Northern Central Railway aus der Hauptstadt Pennsylvanias Harrisburg an der Station in der Bolton Street an. Ihnen folgten mehrere Regimenter der regulären United States Army unter John C. Pemberton (später ein General der Konföderierten), die vom Dienst an der „Frontier“ zurückkehrten. Letztere teilten sich in Marschreihen auf und marschierten östlich entlang des Hafengebiets nach Fort McHenry, um sich dort zum Dienst zu melden.
Zur gleichen Zeit versammelten sich etwa 700 „National Volunteers“ am Washington Monument und begannen sich in Richtung der Eisenbahnstation zu bewegen, um den Truppen entgegenzutreten. Diese hatten, was den Südstaatensympathisanten nicht bekannt war, Order, mit ungeladenen Waffen zu marschieren. Kanes Polizeieinheiten waren in der Regel erfolgreich bei dem Versuch, den sicheren Durchmarsch der Miliztruppen zu gewährleisten, konnten aber nicht verhindern, dass Steine geworfen wurden (neben zahlreichen Beschimpfungen). Nicholas Biddle, ein dunkelhäutiger Diener im Regiment, wurde am Kopf getroffen. Die Miliz campierte über Nacht unter der unfertigen Kuppel des Kapitols.
Am 17. April fuhr die 6th Massachusetts Militia in Boston ab, kam am folgenden Morgen in New York an und erreichte Philadelphia bei Einbruch der Dunkelheit. Am 19. April setzte sie ihren Weg nach Baltimore fort, wo ein langsames Fortkommen durch die Stadt erwartet wurde. Da die Stadt ein Verbot zum Bau von Dampfeisenbahnlinien im Stadtgebiet erlassen hatte, gab es keine direkte Verbindung zwischen der Station in der President Street, wo die Truppen ankamen, und der Camden Station (zehn Blöcke weiter westlich), von wo sie weiterfahren sollten. Die Waggons, die den Transit sicherstellten, wurden von Pferden entlang der Pratt Street gezogen.
Schon nach der Abfahrt in Philadelphia hatte der Regimentskommandeur Edward F. Jones Warnung erhalten, dass der Weg durch Baltimore auf „Widerstand“ treffen könnte. Laut seinem späteren Bericht ging er daraufhin durch die Waggons und gab den folgenden Befehl aus:

„The regiment will march through Baltimore in column of sections, arms at will. You will undoubtedly be insulted, abused, and, perhaps, assaulted, to which you must pay no attention whatever, but march with your faces to the front, and pay no attention to the mob, even if they throw stones, bricks, or other missiles; but if you are fired upon and any one of you is hit, your officers will order you to fire. Do not fire into any promiscuous crowds, but select, any man whom you may see aiming at you, and be sure you drop him.“

## Ereignisse vom 19. April

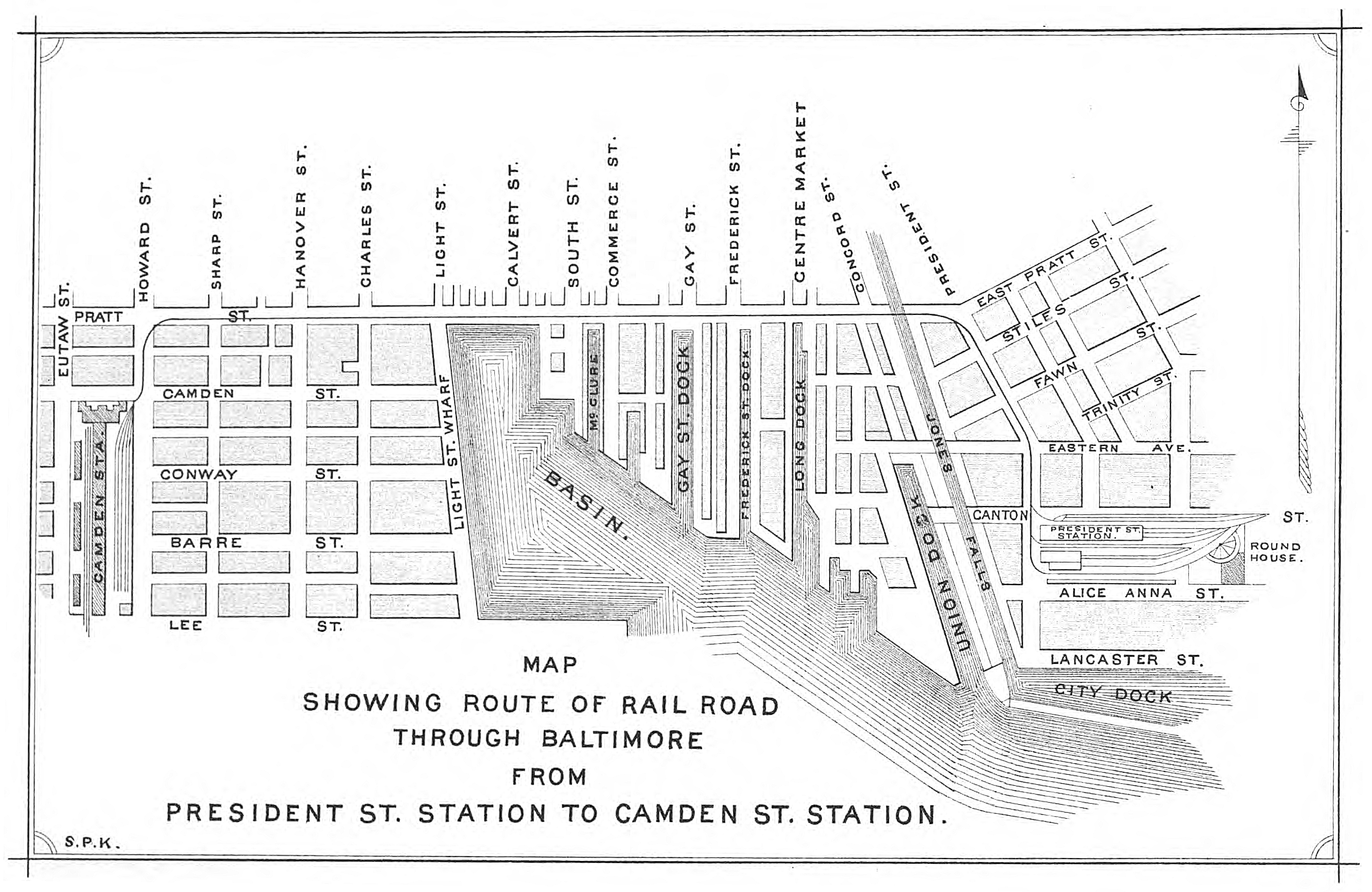
Marschroute durch Baltimore nach den Aufzeichnungen von Bürgermeister Brown

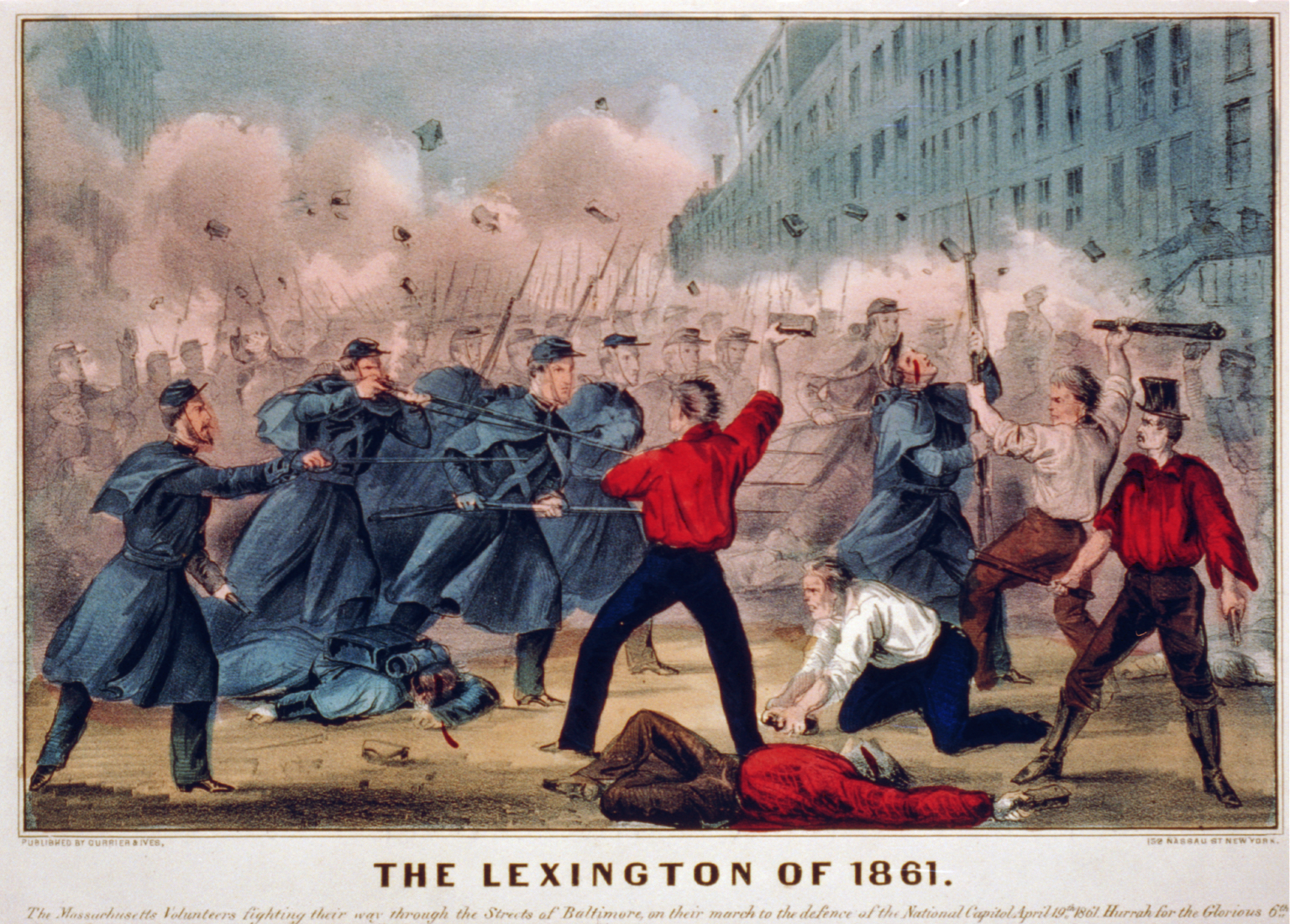
The Lexington of 1861
Lithographie

Wie befürchtet kam es beim Transfer der Unionstruppen zwischen den beiden Halten zu Angriffen und versuchten Blockaden durch Südstaatensympathisanten. Als klar wurde, dass ein Transfer per Pferdewaggons nicht weiter durchführbar war, formierten sich die vier Kompanien (etwa 240 Soldaten) in Marschkolonnen, um zu Fuß weiterzugehen. Der Mob setzte seine Angriffe jedoch fort und brachte die Kolonnen schließlich zum Stehen. Die hinteren Reihen wurden mit „Ziegeln, Pflastersteinen und Pistolen“ angegriffen. Als Reaktion eröffneten mehrere Soldaten das Feuer auf die Aufrührer, worauf eine wilde Straßenschlacht zwischen ihnen, den Angreifern und der Polizei begann. Diese endete damit, dass die Polizei die Menschenmenge teilte und den Weg freimachte, sodass die Soldaten die Station erreichen konnten. Das Regiment verlor jedoch eine Menge seiner Ausrüstung, darunter die Musikinstrumente seiner Marching Band.
Vier Soldaten und zwölf Zivilisten kamen bei dem Krawall zu Tode. Über 30 Soldaten waren verwundet und teilweise zurückgelassen worden. Die Zahl der Verletzten unter den Zivilisten ist nicht bekannt. Die vier Soldaten gelten als erste Tote der Union im Krieg, obwohl sie von Zivilisten in einem Unionsstaat getötet wurden.
Derselbe Mob, der die Soldaten angegriffen hatte, attackierte und verwüstete am gleichen Tag noch das Büro des Baltimore Wecker, einer deutschsprachigen Zeitung. Der Verleger William Schnauffer und der Redakteur Wilhelm Georg Rapp verließen unter Todesdrohungen die Stadt. Schnauffer kehrte später zurück und nahm die Tätigkeit der Zeitung wieder auf, die während des gesamten Krieges die Sache der Union unterstützte. Rapp ging nach Illinois und arbeitete dort im gleichen Sinne für die dortige Staatszeitung.
Die Baltimore Steam Packet Company lehnte am selben Tag eine Anfrage der Bundesregierung nach Bereitstellung von Transportkapazitäten für die Verstärkung der gefährdeten Marinewerft in Portsmouth ab.

## Folgen
In Browns späterer Einschätzung waren es die Ereignisse in Baltimore, die die beiden verfeindeten Parteien über die Schwelle zum Bürgerkrieg brachten, da es sich um das erste Blutvergießen handelte, was weiteren Verhandlungen oder Kompromissen den Boden entzog und die Gefühle der Beteiligten derart aufwallen ließ, dass sie nicht mehr kontrolliert werden konnten.
Gegen sechs Beteiligte des Mobs wurde am 10. Juli 1861 vom zuständigen United States District Court Anklage erhoben.
Über die folgenden Wochen ereigneten sich noch mehrere kleinere Ausschreitungen von Bürgern Baltimores gegen die Polizei, die nach etwa einem Monat abflauten. Bürgermeister Brown und der Gouverneur Marylands Thomas Holliday Hicks baten Präsident Lincoln inständig darum, keine weiteren Bundestruppen durch Maryland zu schicken, um Wiederholungen zu vermeiden. Lincoln erklärte daraufhin gegenüber einer Friedensabordnung der YMCA, die Unionssoldaten seien weder Vögel, die Maryland einfach überfliegen könnten, noch Maulwürfe, um sich darunter durchzugraben. Am Abend des 20. April autorisierte Hicks zudem Brown, Milizeinheiten Marylands dazu zu verwenden, Brücken der in die Stadt führenden Eisenbahnlinien zu blockieren, was er später abstreiten sollte. Einer der Anführer der Miliz war John Merryman, über dessen Festnahme später der Supreme Court im Fall ex parte Merryman eine Entscheidung traf.
Noch am 19. April erteilte Major General Robert Patterson, Befehlshaber des Militärdistrikts Washington (Staaten Pennsylvania, Delaware und Maryland sowie District of Columbia), Brigadier General Benjamin Franklin Butler den Befehl, mit seiner 8th Massachusetts Militia eine Route von Annapolis über Annapolis Junction nach Washington zu öffnen und zu sichern. Der Verband kam per Schiff am 20. April in Annapolis an. Gouverneur Hicks und der Bürgermeister von Annapolis protestierten, aber Butler (ein cleverer Politiker) konnte sie überzeugen, die Landung zu gestatten. Das 8th Massachusetts Regiment postierte sich bei Annapolis Junction und das 7th New York Regiment konnte als erste Einheit diese Route benutzen, um Washington am 25. April zu erreichen.
In Maryland wurden nach den Ausschreitungen Stimmen laut, die ebenfalls die Sezession forderten. Gouverneur Hicks berief eine Sondersitzung der Staatsversammlung ein, um darüber zu beraten. Da in der Hauptstadt Annapolis Bundestruppen standen und in Baltimore weiterhin Unruhe herrschte, wählte Hicks die Stadt Frederick als Versammlungsort. Die Sitzung wurde am 26. April eröffnet und entschied sich am 29. April mit 53 zu 13 Stimmen gegen eine Sezession, wobei allerdings auch entschieden wurde, die Bahnverbindungen in den Norden nicht wieder zu öffnen, und die Bundesregierung aufzufordern, die zunehmend eintreffenden Bundestruppen aus dem Staat wieder zu entfernen. Dadurch nahm der Staat zu dieser Zeit eine Art Neutralität in dem sich abzeichnenden Konflikt ein.
Die Entscheidung verhinderte nicht, dass zahlreiche weitere Unionstruppen in Maryland ankamen. Butler sandte am 13. Mai Unionstruppen nach Baltimore und verhängte das Kriegsrecht. Lincoln sorgte dafür, dass der Bürgermeister, Polizeichef, das gesamte Leitungsgremium der Polizei, der Stadtrat sowie ein amtierender Abgeordneter des Repräsentantenhauses, Henry May, festgenommen und ohne Erhebung einer Anklage festgehalten wurden. Der aus Maryland stammende Vorsitzende des Supreme Court Roger B. Taney, teilte am 4. Juni 1861 im Falle ex parte Merryman die Entscheidung mit, dass Lincolns Aussetzung von habeas corpus gegen die Verfassung verstoßen habe, doch Lincoln ignorierte die Entscheidung und ließ später nach Kritik des Zeitungsredakteurs Frank Key Howard diesen ebenfalls inhaftieren. Ironischerweise wurde Howard in Fort McHenry festgehalten, demselben Ort, über den sein Großvater Francis Scott Key den Text der späteren Nationalhymne The Star-Spangled Banner gedichtet hatte, der von der Freiheitsliebe der Amerikaner handelte. Im Jahr 1863 schrieb Howard das Buch Fourteen Months in the American Bastille über seine Gefangenschaft in Fort Henry, zwei Verleger des Buches wurden daraufhin ebenfalls in Arrest genommen.
Auch einige Südstaatler reagierten leidenschaftlich auf die Ereignisse. So schrieb James Ryder Randall, ein aus Maryland stammender Lehrer in Louisiana, der einen Freund bei den Ausschreitungen verloren hatte, das Gedicht Maryland, My Maryland, in dem er die Ereignisse für die Sache der Südstaaten vereinnahmte. Das Gedicht wurde später (mit der Melodie von O Tannenbaum) ein populäres Lied in den Südstaaten und ist seit 1939 die offizielle Staatshymne Marylands. In neuerer Zeit gab es Versuche, einige auf die Ereignisse von 1861 verweisende Zeilen zu entfernen.
Am 17. September 1861, dem Tag, an dem sich die Staatslegislative zu ihrer neuen Sitzung zusammenfand, um über die Ereignisse der letzten Monate und Lincolns möglicherweise ungesetzliche Aktionen zu beraten, wurden 27 Abgeordnete (ein Drittel der General Assembly) von Bundestruppen arrestiert und unter Bezug auf die Aussetzung von habeas corpus inhaftiert, ein weiterer Verstoß gegen die Entscheidung des Supreme Courts. Die Sitzung wurde daraufhin abgebrochen und es konnte keine weitere Debatte über eine eventuelle Sezession stattfinden.
Der Nachbarstaat Delaware wurde ebenfalls mit Bundestruppen verstärkt, was ähnliche Ereignisse dort verhinderte. Kentucky erklärte am 20. Mai seine Neutralität und schloss sich erst später der Union an.